# Qutb ad-Dîn Mawdûd
Qutb ad-Dîn Mawdûd († 1170) est un émir zengide de Mossoul de 1149 à 1170. Il était fils de Zengi, émir d’Alep et de Mossoul.

## Biographie
À la mort de Zengi ses possessions avaient été partagées entre deux de ses fils : Nur ad-Din avait eu Alep et Saif ad-Din Ghazi Mossoul. Les deux frères avaient eu ensuite de bons rapports, permettant à Nur ad-Din de lutter efficacement contre les croisés. Qutb ad-Dîn Mawdûd, de son côté, avait reçu l'émirat de Homs de son frère Nur ad-Din. Saif ad-Din Ghazi meurt en 1149. Qutb ad-Dîn Mawdûd est le premier à arriver à Mossoul et à s'en faire reconnaître émir, mais Nur ad-Din, qui convoite la ville, s'empare de Homs et de Sindjar et de prépare à attaquer son frère. Seule l'intervention des vétérans de l'armée d'Alep, qui refusent ce combat fratricide qui aurait affaiblit l'émirat d'Alep face aux croisés et à Damas, oblige Nur ad-Din à renoncer à la guerre et à se réconcilier avec son frère.
En 1164, Shirkuh, un général de Nur ad-Din, combat le roi Amaury Ier de Jérusalem pour le contrôle de l'Égypte. Alors qu'il se trouve en mauvaise posture, Nur ad-Din entreprend une expédition de diversion contre la principauté d'Antioche. Les émirs ortoqides de Mardin et de Diyarbakır, ainsi que Qutb ad-Dîn Mawdûd se joignent à Nur ad-Din pour cette opération d'envergure, qui est un succès : Harim et Panéas sont pris et Amaury doit rentrer d'Égypte. Pour la même raison, Qutb ad-Dîn Mawdûd vient prêter main-forte à son frère en 1167 dans le comté de Tripoli.
Au début de 1168,  Qarâ Arslan, émir ortoquide de Hisn-Kaïfa meurt et Qutb ad-Dîn Mawdûd tente de s'emparer de la ville, mais Nur ad-Din, qui avait promis au défunt de protéger ses héritiers l'en empêche. Qutb ad-Dîn Mawdûd meurt le 6 septembre 1170, en désignant pour lui succéder son second fils Saif ad-Dîn Ghâzî, aux dépens de l'aîné Imad ad-Din Zengi.
Il eut comme lieutenant un officier de son père Zengi : Zayn al-Din Ali Kučuk ibn Begtegin. Ce dernier fut aussi un général fidèle à Nur ad-Din.

## Mariages et enfants
On ne connait pas le nombre de ses épouses. Ses enfants sont :
- Imad ad-Din Zengi († 1197), émir d'Alep, puis de Sindjar.
- Saif ad-Dîn Ghâzî († 1180), émir de Mossoul.
- Izz ad-Din Mas'ud († 1193), émir de Mossoul.

### Sources
- René Grousset, Histoire des croisades et du royaume franc de Jérusalem - II. 1131-1187 L'équilibre, Paris, Perrin, 1935 (réimpr. 2006), 1013 p.